# ブーフドルフ
ブーフドルフ (ドイツ語: Buchdorf) はドイツ連邦共和国バイエルン州シュヴァーベン行政管区のドナウ＝リース郡に属す町村（以下、本項では便宜上「町」と記述する）で、モンハイム行政共同体を構成する自治体の一つである。

## 地理

### 自治体の構成
この町は、公式には2つの地区 (Ort) からなる。
- バイアーフェルト
- ブーフドルフ

## 歴史
カイスハイム修道院とドナウヴェルトの聖十字架修道院は、中世におけるブーフドルフの最も重要な領主であった。隣接する村であるバイアーフェルトとベルクシュテッテンも重要な役割を演じた。両者は1137年にはすでにアイヒシュテット司教ゲプハルトの文書に言及されている。さらにバイアーフェルト司祭ハルトヴィヒも名前を挙げられている。この村の最悪の日は1504年6月11日であった。皇帝マクシミリアン1世は、この日に村を焼き討ちした。これ以前にヴィッテルスバッハ家の相続に関する戦いに際してブーフドルフの農民達が皇帝の死者を殺害したことが原因であった。ブーフドルフは主にプファルツ＝ノイブルク公領に属した。当時（1554年から1618年まで）住民はアウクスブルクの宗教和議の取り決めに従ってルター派を信仰した。1736年に現在の聖ウルリヒ教区教会の礎石が据えられた。この新しい建築の設計はアイヒシュテット司教領主の宮廷建築責任者のガブリエル・デ・ガブリエリ（1671年 - 1747年）が担当した。ゴシック様式およびロマネスク様式の昔の建物の遺構はいずれも塔の最下層に保存されている。内装で最も特筆すべきは後期ゴシック様式のバラ十字の聖母で、その衣服にはライヒスアドラー（市政ローマ帝国の紋章である鷲）の模様が見られる。この像は、教区の保護権を有し、教会の維持に重要な役割を演じたカイスハイム修道院からもたらされたものである。1976年の市町村再編以降はバイアーフェルトも自治体ブーフドルフに属すこととなった。

### 紋章
図柄: 赤と銀の市松模様の縦帯で銀地と青地に左右二分割。向かって左は緑の木の葉、向かって右は直立した形に描かれた銀の魚。
赤と銀の縦向きのシトー会の帯はブーフドルフの領主で聖ウルリヒ教区教会の保護権を有していたカイスハイム修道院を想起させる。青と銀の紋章の地色は、ブーフドルフが主にヴィッテルスバッハ家の支配下にあったことを意味している。木の葉 (Buchenblatt) は町の名前 (Buchdorf) を暗示する。魚は町の教会が献堂されている聖ウルリヒを象徴する。

## 経済
この町は、主に農業の町である。小売業、スーパーマーケット、肉屋、パン屋といった生活必需品を扱う業者の他に、建設業、石材業、ガラス店、電気店、製材所がある。
この町の3大雇用主は
- アンドリュー・コーポレーション
- トレファー運輸
- ボッシュ運輸

である。

## 引用
1. ↑  https://www.statistikdaten.bayern.de/genesis/online?operation=result&code=12411-003r&leerzeilen=false&language=de Genesis-Online-Datenbank des Bayerischen Landesamtes für Statistik Tabelle 12411-003r Fortschreibung des Bevölkerungsstandes: Gemeinden, Stichtag (Einwohnerzahlen auf Grundlage des Zensus 2011)
2. ↑  Bayerische Landesbibliothek Online